# Katholikon

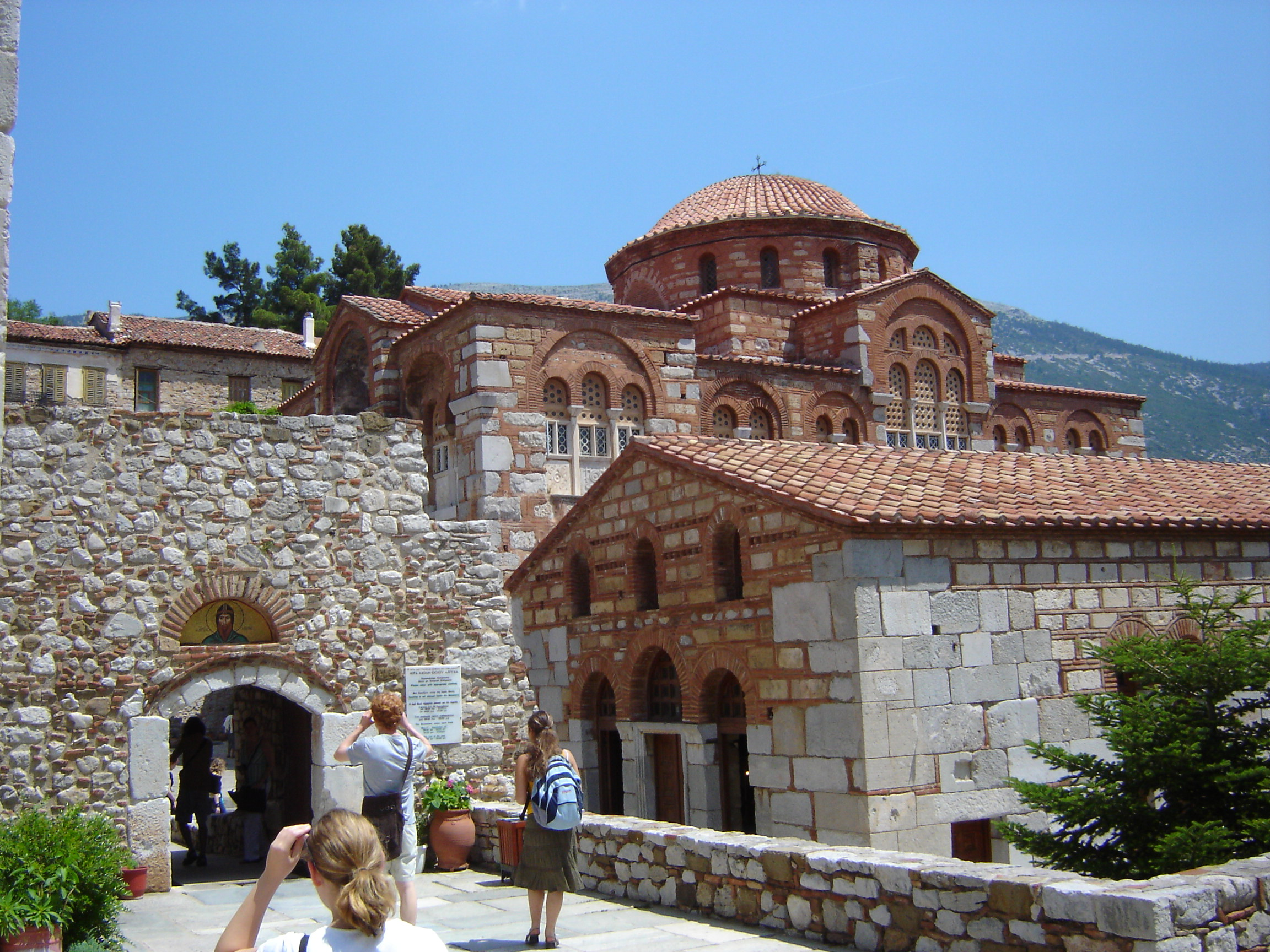
Kloster Hosios Lukas bei Delphi; die Kuppelkirche im Hintergrund ist das Katholikon

Das Katholikon (substantivierter Gebrauch im Neutrum von altgriechisch καθολικός katholikós, deutsch ‚das Ganze betreffend, allgemein‘) ist die Hauptkirche eines orthodoxen Klosters.
Auch der Gemeinderaum einer orthodoxen Kirche, der sich zwischen dem Narthex und dem Sanktuar befindet, wird als Katholikon bezeichnet.